# Ishøj Landsby
Ishøj Landsby is een plaats in de Deense regio Hovedstaden, gemeente Ishøj. De plaats telt 1.190 inwoners (2018).
De naam Ishøj komt van het woord î (Oudnoords: ýr), dat taxus betekent. Volgens een sage komt de naam van de reus Isse die begraven zou zijn in een grafheuvel (høj betekent heuvel).
Ishøj was oorspronkelijk een plattelandsdorp. In 1682 bestond het dorp uit 20 boerderijen 14 woonhuizen.